# Districtul Heilbronn
Districtul Heilbronn este un district rural (în germană: Landkreis) din landul Baden-Württemberg, Germania. Își are reședința în orașul Heilbronn.